# Любонек
Любонек (пол. Luboniek) — село в Польщі, у гміні Клодава Кольського повіту Великопольського воєводства.
Населення — 364 особи (2011).
У 1975—1998 роках село належало до Конінського воєводства.

## Демографія
Демографічна структура станом на 31 березня 2011 року:
|          | Загалом | Допрацездатний вік | Працездатний вік | Постпрацездатний вік |
| -------- | ------- | ------------------ | ---------------- | -------------------- |
| Чоловіки | 186     | 53                 | 115              | 18                   |
| Жінки    | 178     | 30                 | 111              | 37                   |
| Разом    | 364     | 83                 | 226              | 55                   |